# C Stamp
A C Stamp – magyarul: C bélyeg – egy mikrovezérlő modul, tehát egy minden szükséges elemet tartalmazó kompakt számítógép. Az A-WIT Technologies, Inc. cég gyártja és igen népszerű volt a diákok és elektronikai hobbisták között 2006 júniusa óta, mivel a használatához szükséges ismeretek igen gyorsan elsajátíthatók, használata könnyű, ehhez képest igen sok lehetőséggel rendelkezik, és az ára is alacsony.
Bár a C Stamp kinézetre egy DIP tokozású csiphez hasonlít, valójában egy kis nyomtatott áramkör, amely hordozza a mikroprocesszoros rendszer elemeit:
- CPU, integrált memóriával
- Egy óra
- Tápegység
- Bemeneti és kimeneti csatlakozások

A C Stampokon tehát egy mikrovezérlő csip található, amely tartalmazza a C Stamp Operációs Rendszert (C Stamp Operating System), szintén ebben vannak a memóriaegységek (RAM, EEPROM és Flash). A csip melletti tápegység egy 5 V-os regulátor. Az általános célú be- és kimeneti vonalak is 5 V-on működnek, TTL szintű Schmitt-trigger bemenetekkel és 0–5 volt tartományú kimenetekkel. A C Stamp egyéb kommunikációs és másfajta perifériákat is tartalmaz, valamint analóg funkciókat. Szoftverét egy programkönyvtár támogatja, amely matematikai, jelvezérlő és sok más egyéb funkciót tartalmaz. Az egység tehát programozható, a C nyelv egyik nyelvjárásában, amely a WC nevet viseli.

## A C Stamp programozása
A C Stamp a WC jelű C nyelvváltozatban programozható forrásnyelven. A WC egy mikrovezérlőkhöz alkalmazott C alapú infrastruktúra, az A-WIT Technologies, Inc. fejlesztése.

### Szintaxis
Egy WC program írásakor a programozónak be kell illesztenie a forrásprogram elejére a C Stamp header fájlt, ahogy az alábbi példa mutatja:
```
#include "CS110000.h"
```

Ezután a programban már használhatók a megfelelő könyvtári függvények.
A WC szoftver-infrastruktúra magában foglalja az általános mikrovezérlő funkciókat, amik közé beletartozik pl. a PWM, soros kommunikáció, I²C kommunikáció, általános LCD áramkörök meghajtóival való kommunikáció, hobby szervo impulzussorozatok és pszeudo-szinuszhullám frekvenciák előállítása, és digitális-analóg átalakítások.
A hobbisták egy 9 V-os elem csatlakoztatásával azonnal egy kész, működő rendszerhez jutnak, azonban a működés megfigyelésére és a vezérlés céljaira egyéb eszközökre is szükség van. A C Stampok legegyszerűbben a hozzá kapható Starter Kit próbapanelon hajthatók meg. A próbapanel programozóeszközként is szolgál; a C Stampra a programok PC kapcsolaton keresztül tölthetők fel, azok a csipen lévő állandó memóriában tárolódnak, amely a tartalmát kikapcsolás után is megőrzi, így a programok megmaradnak, azok külön törölhetők vagy felülírhatók más programmal.

## Technikai jellemzők
| A CS110000 jelű C Stamp modul jellemzői | A CS110000 jelű C Stamp modul jellemzői |
| --------------------------------------- | --------------------------------------- |
| Tokozás                                 | 48-pin DIP                              |
| Tokozás mérete (L × W × H)              | 6 × 2,5 ×1 cm (2.4” x 1.0” x 0.4”)      |
| Csatlakoztatás típusa                   | lyukon át (through hole)                |
| Üzemi hőmérséklet                       | -40 – 85 °C (-40 – 185 °F)              |
| Mikrovezérlő típus                      | Microchip PIC18F6520                    |
| Processzor órajel                       | 40 MHz                                  |
| Programvégrehajtás sebessége            | kb. 10 000 000 utasítás/másodperc       |
| RAM méret                               | 2 KiB                                   |
| Gyorstár méret (scratch pad RAM)        | 2 KiB                                   |
| Programmemória mérete                   | 32 KiB, kb. 16 000 utasítás             |
| I/O csatlakozók                         | 41 + 2 dedikált soros                   |
| Feszültség                              | 5 – 24 V DC                             |
| Fogyasztás 5 V-on                       | 19 mA Run / 0.7 μA Sleep                |
| I/O source/sink áram csatlakozónként    | 25 mA / 25 mA                           |
| Source/sink áram modulonként            | 100 mA / 100 mA per 4 I/O láb           |
| PC programozó interfész                 | soros (57600 baud)                      |
| C STAMP™ IDE                            | MPLAB IDE (v7.22 and up)                |
| EEPROM (adat) méret                     | 1 KiB                                   |
| Megszakítások                           | 4                                       |
| Digitális-analóg átalakítók (DAC)       | 2 csatorna (10 bit) egyvégű             |
| Más kommunikációs interfészek           | 3-wire SPI™, I2C Mester és Szolga       |
| Párhuzamos szolga port                  | 8 bites                                 |
| Analóg-digitális átalakító              | 12 csatorna (10 bites) egyvégű          |
| Analóg komparátorok                     | 2                                       |

 Forrás:

## Fordítás
Ez a szócikk részben vagy egészben  a   C Stamp című angol Wikipédia-szócikk ezen változatának fordításán alapul.  Az eredeti cikk szerkesztőit annak laptörténete sorolja fel. Ez a jelzés csupán a megfogalmazás eredetét és a szerzői jogokat jelzi, nem szolgál a cikkben szereplő információk forrásmegjelöléseként.